# Pensiero di Xi Jinping

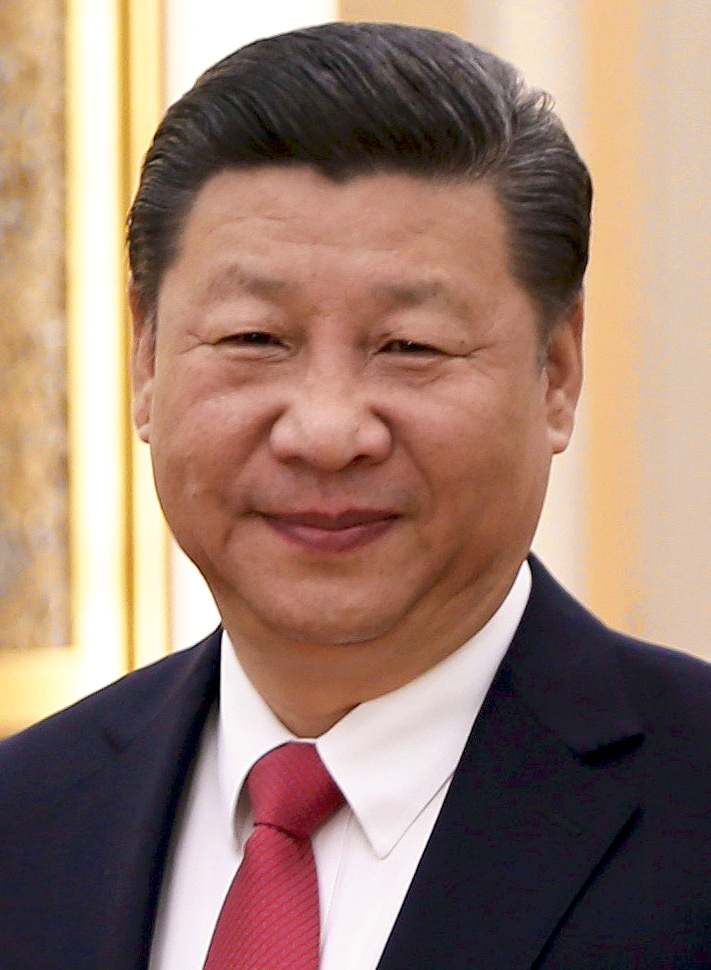
Xi Jinping nel 2017.

Il pensiero di Xi Jinping sul socialismo con caratteristiche cinesi per una nuova era (習近平新時代中國特色社會主義思想T, 习近平新时代中国特色社会主义思想S, Xíjìnpíng xīn shídài zhōngguó tèsè shèhuì zhǔyì sīxiǎngP), semplicemente noto come pensiero di Xi Jinping o socialismo con caratteristiche cinesi per una nuova era o anche xiismo, è una filosofia politica formulata dal segretario generale del Partito Comunista Cinese a cui deve il nome.
La prima menzione ufficiale di tale ideologia avvenne nel 2017 durante il XIX Congresso nazionale del Partito Comunista Cinese ed è stato progressivamente sviluppato a partire dal 2012 dopo la nomina di Xi a segretario generale del PCC e quindi guida suprema della Cina.
L'incorporazione di tale ideologia nella statuto del partito fece di Xi il terzo esponente cinese, dopo Mao Zedong e Deng Xiaoping, a figurare tra i massimi ideologi delle dottrine fondamentali del PCC, elevando così Xi Jinping al di sopra dei suoi due più recenti predecessori, gli ex segretari generali Hu Jintao e Jiang Zemin. Nel suo rapporto, Xi promise di rafforzare la Cina e di portare il paese in una "nuova era".

## Contesto
Xi ha menzionato per la prima volta il Pensiero sul socialismo con caratteristiche cinesi per una nuova era nel discorso di apertura tenuto durante il XIX Congresso nazionale del PCC nell'ottobre 2017.
Lo stesso Xi ha descritto il pensiero come parte dell'ampio quadro creato intorno al socialismo con caratteristiche cinesi, coniato da Deng Xiaoping, che pone la Cina nella "fase primaria del socialismo". Nella documentazione ufficiale del partito e nelle dichiarazioni dei colleghi di Xi, si afferma che il pensiero sia una continuazione del marxismo-leninismo, del Maoismo, della teoria di Deng Xiaoping, della teoria delle tre rappresentanze e della prospettiva scientifica dello sviluppo come parte di una serie di ideologie guida che incarnano il "marxismo adattato alle condizioni cinesi" e le considerazioni contemporanee.
Il XIX Congresso confermò il pensiero di Xi Jinping come guida ideologica, politica e militare del PCC, ricevendo un sostegno unanime da parte di ogni delegato con una votazione per alzata di mano.
Alla sua sessione conclusiva il 24 ottobre, il XIX Congresso del Partito approvò l'incorporazione del Pensiero di Xi Jinping nella Costituzione del Partito Comunista Cinese.

## Contenuto

Bandiera del Partito Comunista Cinese.

Secondo Xi Jinping, a seguito dei risultati ottenuti con il 12º e 13º piano quinquennale (rispettivamente 2011-2015 e 2016-2020) e le riforme del precedente XVIII Congresso nazionale del Partito Comunista Cinese, il Socialismo con caratteristiche cinesi elaborato da Deng Xiaoping è entrato in una "nuova era" dettata dalla sproporzione tra lo sviluppo sbilanciato e iniquo e i bisogni sempre più esigenti della popolazione cinese, necessitando quindi di un aggiornamento alla nuova situazione politica ed economia raggiunta dalla Cina. Nel suo discorso programmatico del 2017, Xi evidenziò le origini marxiste-leniniste del PCC e l'obiettivo del "ringiovanimento nazionale" cinese perseguito sin dai tempi della Cina moderna come parte di un "sogno cinese". Per la realizzazione di tale sogno nonché per lo sviluppo e l'apertura del Paese, il socialismo di Deng Xiaoping ha avuto un ruolo fondamentale ma il "socialismo con caratteristiche cinesi per una nuova era" va ad arricchire l'applicazione delle principali ideologie del PCC e raccoglie l'esperienza pratica e la saggezza collettiva del Partito e del popolo.
Il pensiero consiste in una politica di base divisa in 14 punti:
1. Garanzia della leadership totale del Partito Comunista Cinese su tutte le forme di lavoro: il PCC deve mantenere la propria integrità politica interna e tutti i membri devono seguire fedelmente il Comitato centrale nel suo pensiero, orientamento politico e modo di agire.[16]
2. Adozione da parte del Partito Comunista Cinese di un approccio incentrato sul popolo: il popolo rappresenta il cardine della società e della storia cinese e determina il futuro del PCC. Il Partito dovrà quindi garantire lo status principale dei cittadini e agire per il bene comune e negli interessi del popolo, mettendo in pratica la linea di massa in tutti gli aspetti del governo.[19]
3. Continuazione dell'approfondimento globale delle riforme: secondo Xi Jinping, soltanto con la riforma e l'apertura si può garantire lo sviluppo della Cina, del socialismo e del marxismo. Di conseguenza, il PCC deve continuare il processo di miglioramento del sistema di governo e del socialismo con caratteristiche cinesi, eliminando idee datate e ogni tipo di ostacolo, favorendo la creazione di istituzioni efficienti e rendere giustizia agli sforzi del sistema socialista cinese.[19]
4. Adozione di una visione per lo sviluppo: il PCC deve promuovere e perseguire nuove idee scientifiche per lo sviluppo innovativo, coordinato, verde, aperto e condiviso del Paese. Il governo deve migliorare il sistema economico dello stato e il sistema di distribuzione socialista, sostenendo e consolidando il settore pubblico ma al tempo stesso garantire la possibilità di guidare, incoraggiare e sostenere il settore privato. Lo stato deve comunque avere un ruolo centrale e decisivo nell'allocazione delle risorse e nel mercato.[19]
5. Considerazione del popolo come padrone del paese: il PCC conferma del socialismo con caratteristiche cinesi con i cittadini come padroni del paese. Di conseguenza, il Partito deve migliorare il sistema dei congressi popolari, delle consultazioni politiche e cooperazione all'interno del Fronte Unito, delle autonomie etniche e dell'autogoverno a livello dei comunità nonché consolidare e sviluppare il fronte unito patriottico.[20]
6. Garanzia dell'aderenza al diritto in ogni dimensione del governo: la Cina deve basarsi sul concetto dello stato di diritto, e il Partito, in quanto leader assoluto del paese, deve migliorare il diritto socialista cinese basandosi sulla costituzione nazionale.[20]
7. Difesa dei valori centrali socialisti: il PCC deve difendere e promuovere le ideologie fondamentali sulle quali si basa il governo della Cina, tra cui il marxismo e il socialismo con caratteristiche cinesi, ed incoraggiare lo studio e la conservazione delle tradizioni e dei valori nazionali cinesi.[21]
8. Garanzia e miglioramento degli standard di vita attraverso lo sviluppo: il partito deve porre il sostentamento e del benessere delle persone come obiettivo primario dello sviluppo della Cina.[22]
9. Garanzia dell'armonia tra l'uomo e la natura: il governo deve promuovere la convivenza pacifica con la natura tramite le politiche di "risparmio energetico e protezione ambientale" e il "contributo alla sicurezza ecologica globale"[22].
10. Perseguimento di un approccio olistico alla sicurezza nazionale: il governo deve mettere in primo piano gli interessi nazionali e garantire la sicurezza e la protezione del Paese da ostilità nazionali e internazionali.[23]
11. Conferma della leadership assoluta del Partito sulle forze armate popolari: per giungere ad un ringiovanimento nazionale, agli obiettivi centenari[24] e alla realizzazione di un potente apparato militare, le forze popolari devono obbedire ai comandi del PCC e rimanere fedeli al Partito.[25]
12. Conferma del principio di "una Cina, due sistemi" e promozione della riunificazione nazionale: il PCC deve mantenere invariato il principio avanzato da Deng Xiaoping e garantire la stabilità politica di Hong Kong e Macao in vista di una "completa riunificazione". Il governo deve inoltre perseguire la politica della Cina unica e del consenso del 1992 nelle relazioni diplomatiche con Taiwan.[25]
13. Promozione dell'edificazione di una comunità con un futuro condiviso per l'umanità: per Xi Jinping, il sogno cinese è strettamente collegato con i sogni dei popoli di altre nazioni ed è realizzabile soltanto in un ambiente internazionale pacifico e stabile. La Cina dovrà quindi continuare ad aprirsi al mondo e a partecipare alla salvaguardia della pace internazionale.[26]
14. Esercitazione di un pieno e rigoroso governo sul Partito: la Costituzione del PCC deve avere un ruolo centrale nelle decisioni politiche e la disciplina deve essere rafforzata tra i membri del partito, in modo da poter garantire il raggiungimento degli obiettivi fissati.[26]

## Applicazione e propaganda

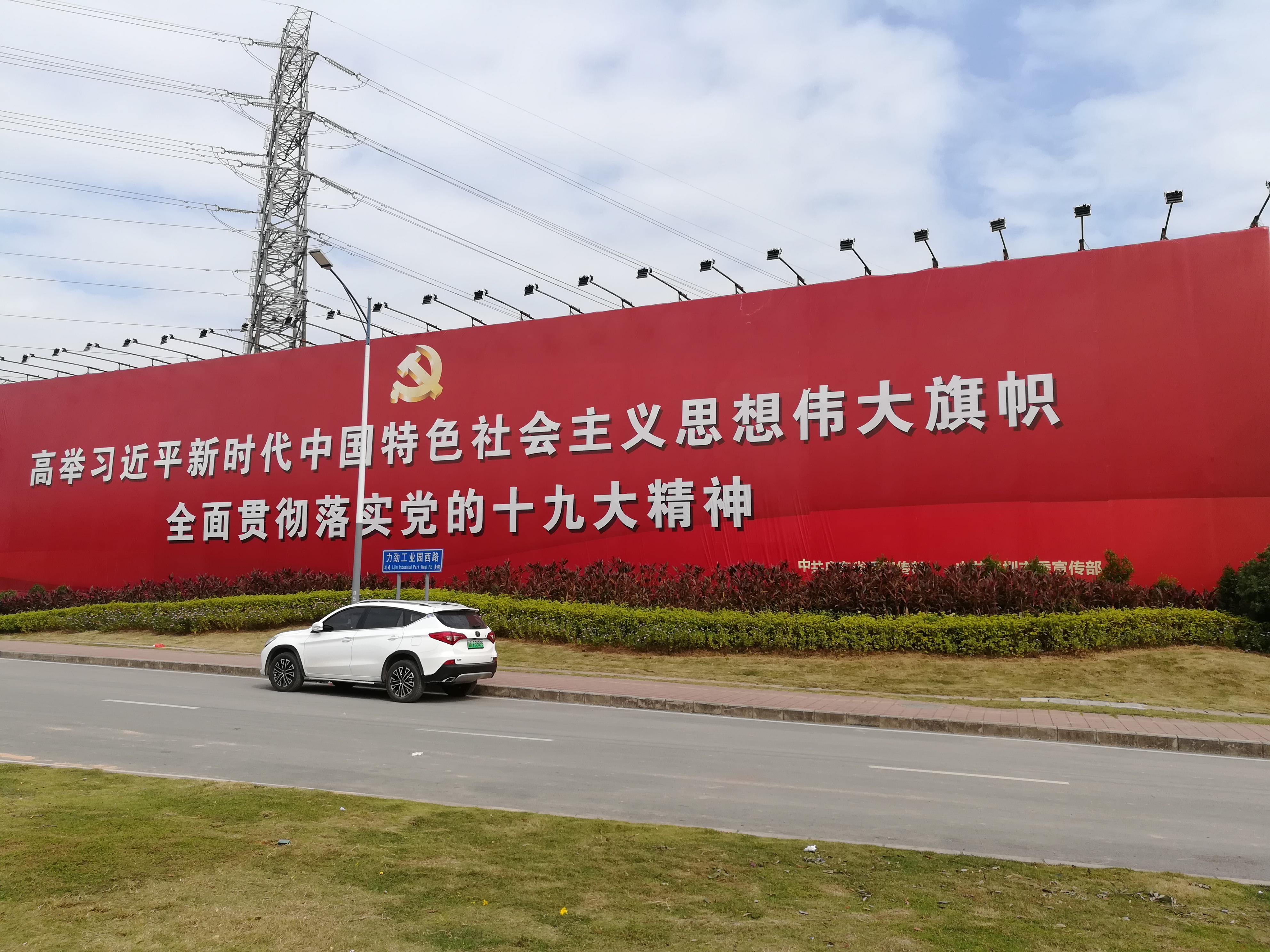
Uno slogan politico su un muro del distretto di Longhua che recita: "Teniamo alta la grande bandiera del socialismo con caratteristiche cinesi per una nuova era. Dobbiamo implementare a pieno lo spirito del XIX Congresso nazionale del PCC."

Subito dopo il Congresso, numerose università cinesi hanno fondato degli istituti di ricerca dediti all'incorporazione del pensiero di Xi Jinping in tutti gli aspetti della vita quotidiana cinese. Accademici come Jiang Shigong hanno scritto saggi ed esposizioni riguardante il pensiero di Xi Jinping.
I concetti alla base del pensiero di Xi Jinping sono stati elaborati nella serie di libri Governare la Cina (The Governance of China) pubblicata dalla Foreign Languages Press per un pubblico internazionale. Il primo volume è stato pubblicato a settembre 2014 mentre il secondo è uscito a novembre 2017. In Italia, i volumi sono stati pubblicati da Giunti Editore tra il 2017 e il 2019, con presentazioni tenute parallelamente alle visite visite ufficiali a Roma da parte del viceministro cinese Zhang Fuhai nel 2017 e dello stesso Xi Jinping nel 2019 in vista delle trattativa per la Nuova via della seta.
Il 27 novembre, più di 100 tra i migliori registi, attori e pop star cinesi sono stati riuniti per un giorno ad Hangzhou per studiare il rapporto del XIX Congresso del PCC con il pensiero di Xi Jinping.
Nel luglio 2018, le carrozze di un treno della metropolitana di Changchun sono state decorate in rosso e con citazioni di Xi per celebrare il 97º anniversario del Partito Comunista Cinese. Il treno è stato descritto dal governo locale come un "manuale spirituale altamente condensato" del pensiero di Xi Jinping.
Nel gennaio 2019, l'Alibaba Group ha rilasciato un'applicazione per smartphone chiamata Xuexi Qiangguo ("Studiare per rendere forte il paese") dedicata allo studio del pensiero di Xi Jinping.
Nel dicembre 2019, l'Università Fudan aggiunse nei suoi corsi gli insegnamenti del Pensiero di Xi Jinping, portando a proteste sulla libertà accademica tra gli studenti.